# Complejo Chicontepec
El campo de Chicontepec, también llamado Paleocanal Chicontepec, es un campo petrolero localizado en el estado de Veracruz y cubre una extensión de 3800 km². Se han descubierto varios pozos desde 1926, y se descubrió uno grande en 1973, pero contenía crudo pesado el cual era inviable en aquella época debido a la alta inversión para purificarlo.
De 1952 al año 2002 se perforaron 951 pozos, de los cuales actualmente operan 102, con una producción de 6800 barriles por día de crudo y 15 millones de pies cúbicos diarios de gas.
La Certificadora Internacional De Golyer & McNaughton avaló que las reservas del Paleocanal de Chicontepec son de 12 189 millones de barriles de petróleo crudo y de 31 339 millones de pies cúbicos de gas.
Con la perforación de los 300 pozos nuevos en Chicontepec, Pemex Exploración y Producción incorpora en el año 2006 una producción de 39 000 barriles por día de petróleo crudo y 50 millones de pies cúbicos de gas por día.

## Datos generales
Se estima que el Paleocanal tiene cerca de 139,000 millones de barriles, con 19,000 millones de barriles recuperables. Estas son reservas probables, no probadas. En 2003 Pemex dijo que iniciará, por medio del programa de Pidiriegas, una inversión de 30,000 millones de dólares en un periodo de quince años para desarrollar el Paleocanal y extraer las reservas. El Proyecto requiere que se perforen cerca de 20 000 pozos en la región, mucho más del número actual en el país. En un lapso de seis a ocho años, se espera que el Paleocanal produzca un millón de barriles de petróleo y 1,500 millones de pies cúbicos de gas en la región.